# Vlag van Borsod-Abaúj-Zemplén

Vlag van Borsod-Abaúj-Zemplén
(ratio 1:2)

De vlag van Borsod-Abaúj-Zemplén werd op 29 augustus 1991 aangenomen als de vlag van de Hongaarse comitaat Borsod-Abaúj-Zemplén. De vlag bestaat uit twee even hoge banen blauw en rood met het wapen in het midden.
Het gevierendeelde wapen is samengesteld uit delen van de wapens van de oude comitaten: Abaúj-Torna (linksboven), Zemplén (rechtsboven), Borsod (linksonder) en Gömör és Kis-Hont (rechtsonder).
Het comitaat Abaúj-Torna werd in 1881 definitief samengesteld uit de middeleeuwse comitaten Abaúj en Torna. Het wapen combineert beide oude wapens en werd in 1882 door Frans Jozef aan het comitaat verleend. De rood-witte balken komen van het wapen van de familie Aba, waar het gebied Abaúj naar vernoemd is. Oorspronkelijk stonden zij voor de rivieren de Bódva en de Hernád. Het werd in 1558 verleend, terwijl het wapen van Torna uit 1619 stamt. Het in 1550 verleende wapen van Zemplén was doorsneden met op het bovenste deel op goud twee engelen, die een kroon vasthouden, waaruit naar boven een tros druiven en twee bladeren steken. Dit beeld is vereenvoudigd door de druiven onder de engelen te plaatsen. Het oude wapen van Borsod is integraal overgenomen. Het is onbekend wanneer het wapen werd aangenomen. Er bestaat een afbeelding van het zegel/wapen uit 1639.
Ook een klein deel van het oude comitaat Gömör és Kis-Hont ligt in Borsod-Abaúj-Zemplén. Het wordt vertegenwoordigd door een zilveren burcht op blauw: het kasteel van Gemer. Ook hier is om redenen van symmetrie de veldkleur van het oude wapen, rood werd veranderd in blauw.
De gekroonde helm op het schild komt van de wapens van Zemplén en Gömör és Kis-Hont, de adelaar daarboven van het wapen van Abaúj-Torna en de blauwe en rode dekkleden komen uit alle drie de wapens.